# Profilaktyka pierwszorzędowa
Profilaktyka pierwszorzędowa (I fazy, pierwotna) – pierwszy z trzech poziomów profilaktyki zdrowotnej obejmujący działania ukierunkowane na zapobieganie wystąpieniu choroby lub zmniejszenie ryzyka jej rozwoju poprzez zwiększenie odporności na zachorowania lub zmniejszenie ekspozycji na czynniki ryzyka.
W ramach profilaktyki pierwszorzędowej wyróżnia się działania:
- swoiste, tj. skierowane na zapobieganie konkretnej chorobie,
- nieswoiste, tj. skierowane zapobieganie chorobom w ogólności.